# Iglesia de Nuestra Señora de la Asunción (Biar)
La iglesia parroquial de Nuestra Señora de la Asunción en el municipio de Biar (Provincia de Alicante, España) es un edificio religioso construido entre el siglo XV y el XVI de estilo renacentista que fue ampliado con la capilla de la Comunión y el presbiterio a finales del siglo XVII en estilo barroco.

## Descripción
La iglesia parroquial se encuentra en el centro de la población dominando la plaza de la Constitución. De origen medieval es esta iglesia gótica que tuvo diversas actuaciones posteriores, de una sola nave y capillas entre contrafuertes y con cabecera poligonal de cinco lados. La nave tiene cinco tramos y cubre con bóveda de crucería, el presbiterio cubre con una bóveda de ocho nervios que se unen en una única clave. Esta iglesia se concluyó en el siglo XVI con la portada renacentista que se ha relacionado con la puerta de las cadenas de la Catedral de Murcia.
La capilla de la Comunión se realizó a finales del siglo XVII siguiendo el diseño de Juan Bautista Pérez Castiel, su planta es de cruz griega de brazos cortos, y esta cubierta por una cúpula sobre pechinas.
Decorada con una abigarrada decoración a base de yeso y frescos. Destaca en el entorno urbano esta capilla ya que se encuentra adosada a los pies de la iglesia. En el siglo XVIII la iglesia se recubrió de estucos siguiendo el gusto del momento. En la actualidad como recuerdo de este hecho se han dejado así la cabecera y las capillas laterales, mientras que la nave se devolvió a su estilo originario en 1964.
Al exterior destaca la fachada a los pies de la iglesia donde se encuentra la portada renacentista que desarrolla los motivos decorativos de su estilo como son las veneras o conchas, hornacinas, putti, candelabros y balaustrada entre otros. La iconografía que desarrolla sigue la tradición medieval. Por ello vemos como a pesar de tener una impronta renacentista, todavía perduran elementos goticistas.
La torre campanario de cuatro cuerpos y remate está decorada con motivos geométricos.